# Audra McDonald
Audra Ann McDonald (Berlino, 3 luglio 1970) è un'attrice e soprano statunitense, specializzata nel genere musical. È una delle più acclamate interpreti di musical a Broadway e per le sue interpretazioni sulle scene newyorkesi ha vinto sei Tony Awards (vincendo, tra l'altro, in tutte e quattro le categorie attoriali del premio), più di ogni altro interprete nella storia. Nel corso della sua carriera ha vinto anche due Grammy Award, un Premio Emmy e sei Drama Desk Award.
È conosciuta a livello internazionale per la partecipazione a Private Practice di Shonda Rhimes dove interpreta la parte di Naomi Bennett e per la serie The Good Fight dove interpreta l'avvocata Liz Reddick a partire dalla seconda stagione.

## Biografia
Ha studiato canto lirico alla prestigiosa Juilliard School di New York, diplomandosi nel 1993, e un anno prima del diploma aveva già debuttato a Broadway nell'adattamento musicale del Giardino Segreto. Nel 1994 ottiene il suo primo grande successo quando interpreta Carrie nel revival del musical Carousel in scena al Lincoln Center con la regia di Nicholas Hytner; per la sua performance ha vinto il Theatre World Award, il Drama Desk Award, l'Outer Critics Circle Award ed il Tony Award alla miglior attrice non protagonista in un musical.
Nel 1995 ritorna a Broadway nel dramma di Terrence McNally Master Class, sulle lezioni tenute da Maria Callas (interpretata da Zoe Caldwell) alla Juilliard School; la McDonald recitava nel ruolo del giovane soprano Sharon e per la sua interpretazione ha vinto il Tony Award alla miglior attrice non protagonista in uno spettacolo. Nel 1997 ottiene un altro successo in un musical, quando interpreta Sarah Brown nell'adattamento musicale del romanzo di E. L. Doctorow Ragtime, al fianco di altri affermati attori di Broadway come Marin Mazzie, Brian Stokes Mitchell, Judy Kaye e la giovanissima Lea Michele; il ruolo le vale un altro Tony Award alla miglior attrice non protagonista in un musical.
Nel 1999 recita con Anthony Crivello nel musical Marie Christine al Lincoln Center e viene candidata al Tony Award alla miglior attrice protagonista in un musical. Nel 2000 canta in una versione concertistica di Sweeney Todd: The Demon Barber of Fleet Street con Patti LuPone e George Hearn al Lincoln Center e nel 2001 recita in un concerto di Dreamgirls con Lillias White. Nel 2002 canta in una versione concertistica di Carousel con Hugh Jackman, Judy Kaye e Norbert Leo Butz.
Nel 2003 recita nel suo primo musical di Stephen Sondheim, Passion, in scena a Ravinia con Patti LuPone e Michael Cerveris. Sempre nel 2003 torna a Broadway dopo quattro anni per recitare in Enrico IV, Parte 1 e 2. L'anno successivo recita in un acclamato revival di A Raisin in the Sun di Lorraine Hansberry con Phylicia Rashād e vince il suo quarto Tony Award, questa volta alla miglior attrice non protagonista in uno spettacolo. Sempre nel 2004, recita in un altro musical di Sondheim, Sunday in the Park with George, a Ravinia con Michael Cerveris e Patti LuPone. Nel 2005 prende parte alle celebrazioni per il settantacinquesimo compleanno di Sondheim e recita con Patti LuPone e Michael Cerveris in Passion al Lincoln Center e in Anyone Can Whistle a Ravinia. Nello stesso anno debutta a Londra in una versione concertistica di Wonderful Town con Kim Criswell e Brent Barrett.
Nel 2007 recita nuovamente con Patti LuPone alla Los Angeles Opera in un nuovo allestimento di Ascesa e caduta della città di Mahagonny e torna a Broadway con il musical 110 in Shade, per cui viene candidata al Tony Award alla miglior attrice protagonista in un musical; il premio viene vinto da Christine Ebersole per Grey Gardens. Nell'estate 2009 recita nel ruolo di Olivia in una nuova produzione della Dodicesima Notte a Central Park, con Anne Hathaway (Viola) e Raúl Esparza (Orsino). Nel 2011 interpreta Bess accanto al Porgy di Norm Lewis in un allestimento dell'opera dei Gershwin Porgy and Bess in scena a Cambridge e poi a Broadway; per la sua performance vince il quinto Tony Award, il primo alla miglior attrice protagonista in un musical.
Nel 2014 recita nuovamente al Lincoln Center in una nuova versione concertistica di Sweeney Todd con Emma Thompson, Bryn Terfel, Christian Borle e Jay Armstrong Johnson. Nello stesso anno interpreta Billie Holiday nel dramma Lady Day at Emerson's Bar and Grill a Broadway; per la sua interpretazione vince il suo sesto Tony Award, diventando l'attrice ad aver vinto più Tony Award nella storia del premio. Nel 2016 recita ancora a Broadway nel musical Shuffle Along, or, the Making of the Musical Sensation of 1921 and All That Followed con Brian Stokes Mitchell, Billy Porter e Brandon Victor Dixon. Nello stesso anno il presidente Obama le concede la Medaglia presidenziale della libertà per i suoi servizi al teatro. Nel 2017 interpreta Madame Guardaroba nel film della Disney La bella e la bestia e nel giugno dello stesso anno debutta nel West End con la prima produzione londinese di Lady Day at Emerson's Bar and Grill, in cui la McDonald torna a recitare nei panni di Billie Holiday. Nel 2018 entra nel cast principale della serie televisiva The Good Fight. Nel 2019 è tornata a Broadway con il dramma di Terrence McNally Frankie and Johnny in the Clair de Lune, in cui ha recitato accanto a Michael Shannon e per cui ha ottenuto la sua nona candidatura ai Tony Award.
Alla principale attività teatrale ha affiancato anche quella di interprete cinematografica (Il prezzo della libertà, Dove eravamo rimasti) e televisiva (The Good Wife, Grey's Anatomy), che le ha portato cinque candidature all'Emmy Award e una vittoria nel 2015. Come solista in concerto si è esibita in prestigiosi teatri e sale da concerto in tutto il mondo, tra cui la Carnegie Hall, la Biblioteca del Congresso, la Walt Disney Concert Hall, la Royal Albert Hall, la Hollywood Bowl e il Teatro dell'opera di Sydney.

## Vita privata
Audra McDonald è stata sposata con il bassista Peter Donovan dal settembre 2000 al 2009 e la coppia ha avuto una figlia, Zoe, chiama così in onore dell'attrice australiana Zoe Caldwell. Nel 2012, dopo 2 anni di fidanzamento, ha sposato l'attore Will Swenson, da cui ha avuto una figlia, Sally James McDonald-Swenson, nell'ottobre 2016.

## Teatro
Musical, opere di prosa e opere liriche
- The Secret Garden, libretto di Marsha Norman, colonna sonora di Lucy Simon, regia di Susan H. Schulman. St. James Theatre di Broadway (1992)
- Carousel, libretto di Oscar Hammerstein II, colonna sonora di Richard Rodgers, regia di Nicholas Hytner. Vivian Beaumont Theatre di Broadway (1994)
- Master Class, di Terrence McNally, regia di Leonard Foglia. Philadelphia Theatre Company di Filadelfia e John Golden Theatre di Broadway (1995)
- Ragtime, libretto di Terrence McNally, testi di Lynn Ahrens, colonna sonora di Stephen Schwartz, regia di Frank Gelati. Ford Center for the Performing Arts di Broadway (1997)
- Marie Christine, libretto e colonna sonora di Michael John LaChiusa, regia di Graciela Daniele. Vivian Beaumont Theatre di Broadway (1999)
- Enrico IV, di William Shakespeare, regia di Jack O'Brien. Vivian Beaumont Theatre di Broadway (2003)
- R Shomon, libretto e colonna sonora di Michael John LaChiusa, regia di Ted Sperling. Nikos Stage di Williamstown (2004)
- A Raisin in the Sun, di Lorraine Hansberry, regia di Kenny Leon. Royal Theatre di Broadway (2004)
- La voce umana, libretto di Jean Cocteau, colonna sonora di Francis Poulenc. Houston Grand Opera di Houston (2006)
- Ascesa e caduta della città di Mahagonny, libretto di Bertolt Brecht, colonna sonora di Kurt Weill, regia di John Doyle. Los Angeles Opera di Los Angeles (2007)
- 110 in the Shade, libretto di N. Richard Nash, testi di Tom Jones, colonna sonora di Harvey Schmidt, regia di Lonny Price. Studio 54 di Broadway (2007)
- La dodicesima notte, di William Shakespeare, regia di Daniel Sullivan. Delacorte Theatre dell'Off Broadway (2009)
- Porgy and Bess, libretto di DuBose Heyward, testi di Ira Gershwin, colonna sonora di George Gershwin, regia di Diane Paulus. American Repertory Theatre di Cambridge e Richard Rodgers Theatre di Broadway (2011)
- Lady Day at Emerson's Bar and Grill, di Lanie Robertson, regia di Lonny Price. Circle in the Square Theatre di Broadway (2014)
- Una luna per i bastardi, di Eugene O'Neill, regia di Gordon Edelstein. Williamstown Theatre Festival di Williamstown (2005)
- Shuffle Along, or, the Making of the Musical Sensation of 1921 and All That Followed, libretto e regia di George C. Wolfe, testi di Noble Sissle, colonna sonora di Eubie Blake. Music Box Theatre di Broadway (2016)
- Lady Day at Emerson's Bar and Grill, di Lanie Robertson, regia di Lonny Price. Wyndham's Theatre di Londra (2017)
- Frankie and Johnny in the Clair de Lune, di Terrence McNally, regia di Arin Arbus. Broadhurst Theatre di Broadway (2019)
- Ohio State Murders di Adrienne Kennedy, regia di Kenny Leon. James Earl Jones Theatre di Broadway (2022)
- Gypsy, libretto di Arthur Laurents, testi di Stephen Sondheim, colonna sonora di Jule Styne, regia di George C. Wolfe. Majestic Theatre di Broadway (2024)

Produzioni concertistiche e allestimenti semi-scenici
- Something Wonderful, colonna sonora di Richard Rodgers. Gershwin Theatre di Broadway (1995)
- Sweeney Todd: The Demon Barber of Fleet Street, libretto di Hugh Wheeler, colonna sonora di Stephen Sondheim, regia di Lonny Price. David Geffen Hall di New York (2000)
- Dreamgirls, libretto di Tom Eyes, colonna sonora di Henry Krieger. Ford Center for the Performing Arts di Broadway (2001)
- Carousel, libretto di Oscar Hammerstein II, colonna sonora di Richard Rodgers. Carnegie Hall di New York (2002)
- Passion, libretto di James Lapine, colonna sonora di Stephen Sondheim, regia di Lonny Price. Ravinia Festival di Ravinia (2003)
- Sunday in the Park with George, libretto di James Lapine, colonna sonora di Stephen Sondheim, regia di Lonny Price. Ravinia Festival di Ravinia (2004)
- Passion, libretto di James Lapine, colonna sonora di Stephen Sondheim, regia di Lonny Price. Lincoln Center di New York (2005)
- Anyone Can Whistle, libretto di Arthur Laurents, colonna sonora di Stephen Sondheim, regia di Lonny Price. Ravinia Festival di Ravinia (2005)
- Wonderful Town, libretto di Joseph Fields e Jerome Chodorov, testi di Betty Comden e Adolph Green, colonna sonora di Leonard Bernstein. Royal Festival Hall di Londra (2005)
- Sweeney Todd: The Demon Barber of Fleet Street, libretto di Hugh Wheeler, colonna sonora di Stephen Sondheim, regia di Lonny Price. David Geffen Hall di New York (2014)
- Regtime, libretto di Terrence McNally e Lynn Ahrens, colonna sonora di Stephen Flaherty, regia di Stafford Arima. Minskoff Theatre di Broadway (2023)

## Filmografia

### Cinema
- L'oggetto del mio desiderio (The Object of My Affection), regia di Nicholas Hytner (1998)
- Il prezzo della libertà (Cradle Will Rock), regia di Tim Robbins (1999)
- Vizio di famiglia (It Runs in the Family), regia di Fred Schepisi (2003)
- Rampart, regia di Oren Moverman (2011)
- Dove eravamo rimasti (Ricki and the Flash), regia di Jonathan Demme (2015)
- Hello Again, regia di Tom Gustafson (2017)
- La bella e la bestia (Beauty and the Beast), regia di Bill Condon (2017)
- Respect, regia di Liesl Tommy (2021)
- Basso profilo (Down Low), regia di Rightor Doyle (2023)
- Rustin, regia di George C. Wolfe (2023)
- Origin, regia di Ava DuVernay (2023)

### DVD
- Weill: Rise and Fall of the City of Mahagonny - James Conlon/Audra McDonald/Patti LuPone/Donnie Ray Albert, 2007 Euroarts - Grammy Award for Best Opera Recording e Grammy Award al miglior album di musica classica 2009

### Televisione
- Homicide – serie TV, 1 episodio (1999)
- Annie - Cercasi genitori (Annie), regia di Rob Marshall – film TV (1999)
- Law & Order - Unità vittime speciali (Law & Order: Special Victims Unit) – serie TV, 2 episodi (2000)
- La forza della mente (Wit) – film TV (2001)
- Mister Sterling – serie TV, 10 episodi (2003)
- Live from Lincoln Center – 2 episodi (2005-2014)
- The Bedford Diaries – serie TV, 8 episodi (2006)
- Kidnapped – serie TV, 3 episodi (2006-2007)
- Great Performances – serie TV, 1 episodio (2007)
- Un grappolo di sole – film TV (2008)
- Grey's Anatomy – serie TV, episodio 5x15 (2009)
- Private Practice – serie TV, 111 episodi (2007-2013)
- The Good Wife – serie TV, episodio 4x16 (2013)
- The Sound of Music Live! – film TV (2013)
- The Good Fight – serie TV, 47 episodi (2018-2022)
- RuPaul's Drag Race – reality show, episodio 10x07 (2018)
- The Gilded Age – serie TV (2022-in corso)

### Doppiaggio
- Sesamo apriti – cartone animato, 3 episodi (2012-2013)
- BoJack Horseman – cartone animato, 1 episodio (2018)

## Discografia

### Solista

#### Studio
- 1998 – Way Back to Paradise
- 2000 – How Glory Goes
- 2002 – Happy Songs
- 2006 – Build a Bridge
- 2013 – Go Back Home

#### Dal vivo
- 2018 – Sing Happy

### Ospite
- Dawn Upshaw Sings Rodgers & Hart (1996)
- Leonard Bernstein's New York (1996)
- George and Ira Gershwin: Standards and Gems (1998)
- George Gershwin: The 100th Birthday Celebration (1998)
- Myths and Hymns (1999)
- My Favorite Broadway: The Leading Ladies (1999)
- Broadway In Love – sings "You Were Meant For Me" (2000)
- Broadway Cares: Home for the Holidays (2001)
- Bright Eyed Joy: The Songs Of Ricky Ian Gordon (2001)
- Zeitgeist (2005)
- The Wonder of Christmas (2004)
- Barbara Cook at the Met (2006)
- Jule Styne in Hollywood (2006)
- Sondheim: The Birthday Concert (2010)
- Stages (2014)

### Cast Recording
- Carousel (1994 Broadway Revival Cast Recording) (1994)
- Ragtime (Original Cast Recording) (1998)
- I Was Looking at the Ceiling and Then I Saw the Sky (Studio Cast Recording) (1998)
- Wonderful Town (Berlin Cast Recording) (1999)
- Marie Christine (Original Cast Recording) (1999)
- Sweeney Todd Live at the New York Philharmonic (2000)
- Dreamgirls in Concert (2001 Concert Cast Recording) (released February 2002)
- Wonderful Town (Studio Recording) (2005)
- 110 in the Shade (2007 Broadway Revival Cast Recording) (2007)
- Rise and Fall of the City of Mahagonny (Concert Cast Recording) (2007)
- Rodgers & Hammerstein's Allegro (First Complete Recording) (2009)
- The Gershwins' Porgy and Bess (New Broadway Cast Recording) (2012)
- Lady Day at Emerson's Bar and Grill (Original Broadway Cast Recording) (2014)

## Riconoscimenti
- Drama Desk Award
  - 1994 – Miglior attrice non protagonista in un musical per Carousel
  - 2000 – Candidatura Miglior attrice protagonista in un musical per Marie Christine
  - 2004 – Miglior attrice non protagonista in uno spettacolo per A Raisin in the Sun
  - 2007 – Miglior attrice protagonista in un musical per 110 in the Shade
  - 2012 – Miglior attrice protagonista in un musical per Porgy and Bess
  - 2014 – Miglior attrice protagonista in uno spettacolo per Lady Day at Emerson's Bar and Grill
  - 2023 – Candidatura Miglior interpretazione in un ruolo protagonista per Ohio State Murder
  - 2025 – Miglior interpretazione in un ruolo protagonista in un musical per Gypsy
- Drama League Award
  - 1998 – Candidatura Miglior performance per Ragtime
  - 2003 – Candidatura Miglior performance per A Raisin in the Sun
  - 2007 – Candidatura Miglior performance per 110 in the Shade
  - 2012 – Miglior performance per Porgy and Bess
- Emmy Award
  - 2001 – Candidatura Migliore attrice non protagonista in una miniserie o film per la televisione per La forza della mente
  - 2008 – Candidatura Migliore attrice non protagonista in una miniserie o film per la televisione per A Raisin in the Sun
  - 2013 – Candidatura Miglior programma – categoria speciale per Carousel (Live from Lincoln Center)
  - 2015 – Miglior programma – categoria speciale per Sweeney Todd (Live from Lincoln Center)
  - 2016 – Candidatura Migliore attrice protagonista in una miniserie o film per la televisione per Lady Day at Emerson's Bar and Grill
- Grammy Award
  - 2008 – Miglior album di musica classica per Ascesa e caduta della città di Mahagonny
  - 2008 – Miglior album di opera per Ascesa e caduta della città di Mahagonny
  - 2013 – Candidatura miglior album di un musical teatrale per Porgy and Bess
- Laurence Olivier Award
  - 2018 – Candidatura Miglior attrice per Lady Day at Emerson's Bar and Grill
- Outer Critics Circle Award
  - 1994 – Miglior attrice non protagonista in un musical per Carousel
  - 1998 – Candidatura Miglior attrice non protagonista in un musical per Ragtime
  - 2004 – Miglior attrice non protagonista in uno spettacolo per A Raisin in the Sun
  - 2007 – Candidatura Miglior attrice protagonista in un musical per 110 in the Shade
  - 2012 – Miglior attrice protagonista in un musical per Porgy and Bess
  - 2014 – Miglior attrice protagonista in uno spettacolo per Lady Day at Emerson's Bar and Grill
  - 2023 – Candidatura Miglior attrice protagonista in uno spettacolo per Ohio State Murder
  - 2025 – Candidatura Miglior interpretazione da protagonista in un musical per Gypsy
- Satellite Award
  - 2017 – Candidatura Miglior attrice in una miniserie of film TV per Lady Day at Emerson's Bar and Grill
- Theatre World Award
  - 1994 – Miglior debuttante per Carousel
- Tony Award
  - 1994 – Miglior attrice non protagonista in un musical per Carousel
  - 1996 – Miglior attrice non protagonista in uno spettacolo per Master Class
  - 1998 – Miglior attrice non protagonista in un musical per Ragtime
  - 2000 – Candidatura Miglior attrice protagonista in un musical per Marie Christine
  - 2004 – Miglior attrice non protagonista in uno spettacolo per A Raisin in the Sun
  - 2007 – Candidatura Miglior attrice protagonista in un musical per 110 in the Shade
  - 2012 – Miglior attrice protagonista in un musical per Porgy and Bess
  - 2014 – Miglior attrice protagonista in uno spettacolo per Lady Day at Emerson's Bar and Grill
  - 2021 – Candidatura Miglior attrice protagonista in uno spettacolo per Frankie and Johnny in the Clair de Lune
  - 2023 – Candidatura Miglior attrice protagonista in uno spettacolo per Ohio State Murder
  - 2025 – Candidatura Miglior attrice protagonista in un musical per Gypsy

## Doppiatrici italiane
Nelle versioni in italiano delle opere in cui ha recitato, Audra McDonald è stata doppiata da:
- Alessandra Cassioli in Private Practice, Grey's Anatomy, Rustin
- Laura Romano in Dove eravamo rimasti, The Good Fight
- Fiamma Izzo in La bella e la bestia
- Tatiana Dessi in The Good Wife
- Barbara De Bortoli in The Gilded Age
- Claudia Razzi in Respect